# NGC 508
NGC 508 je eliptická galaxie v souhvězdí Ryb. Její zdánlivá jasnost je 13,1m a úhlová velikost 1,1′ × 1,1′.  Spolu se sousední galaxií NGC 507 ji Halton Arp v roce 1966 zahrnul do katalogu pekuliárních galaxií.
Galaxie  je od Země vzdálená 253 milionů světelných let a má průměr 80 000 světelných let. Je členem skupiny několika desítek galaxií, která má označení LGG 26 a jejíž nejjasnějším členem je NGC 507. Tato skupina je součástí Nadkupy galaxií Perseus–Pisces.
Galaxii objevil 12. září 1784 německý astronom William Herschel.